# Podcięta Turnia (Lipówki)

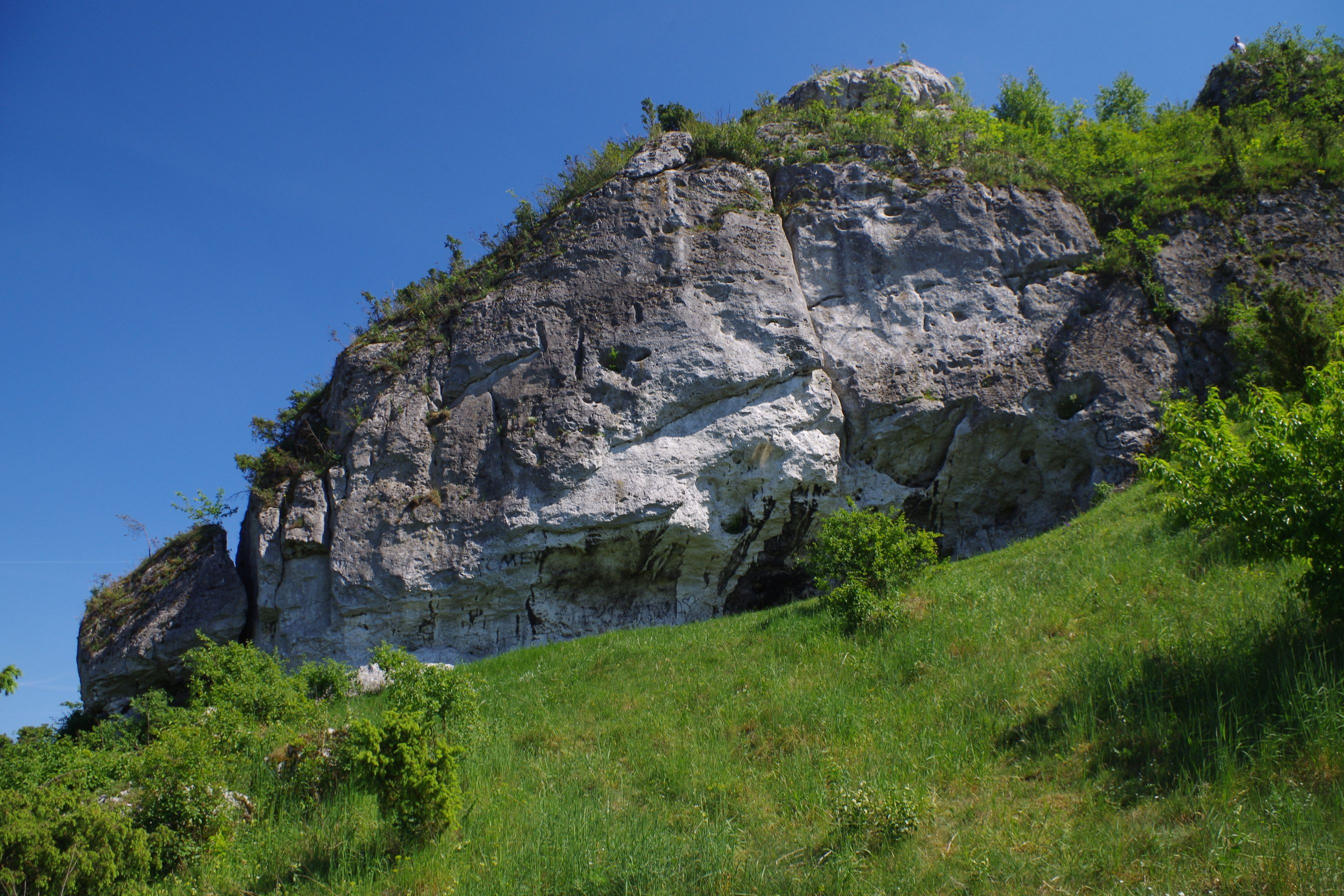
Podcięta Turnia od zachodu

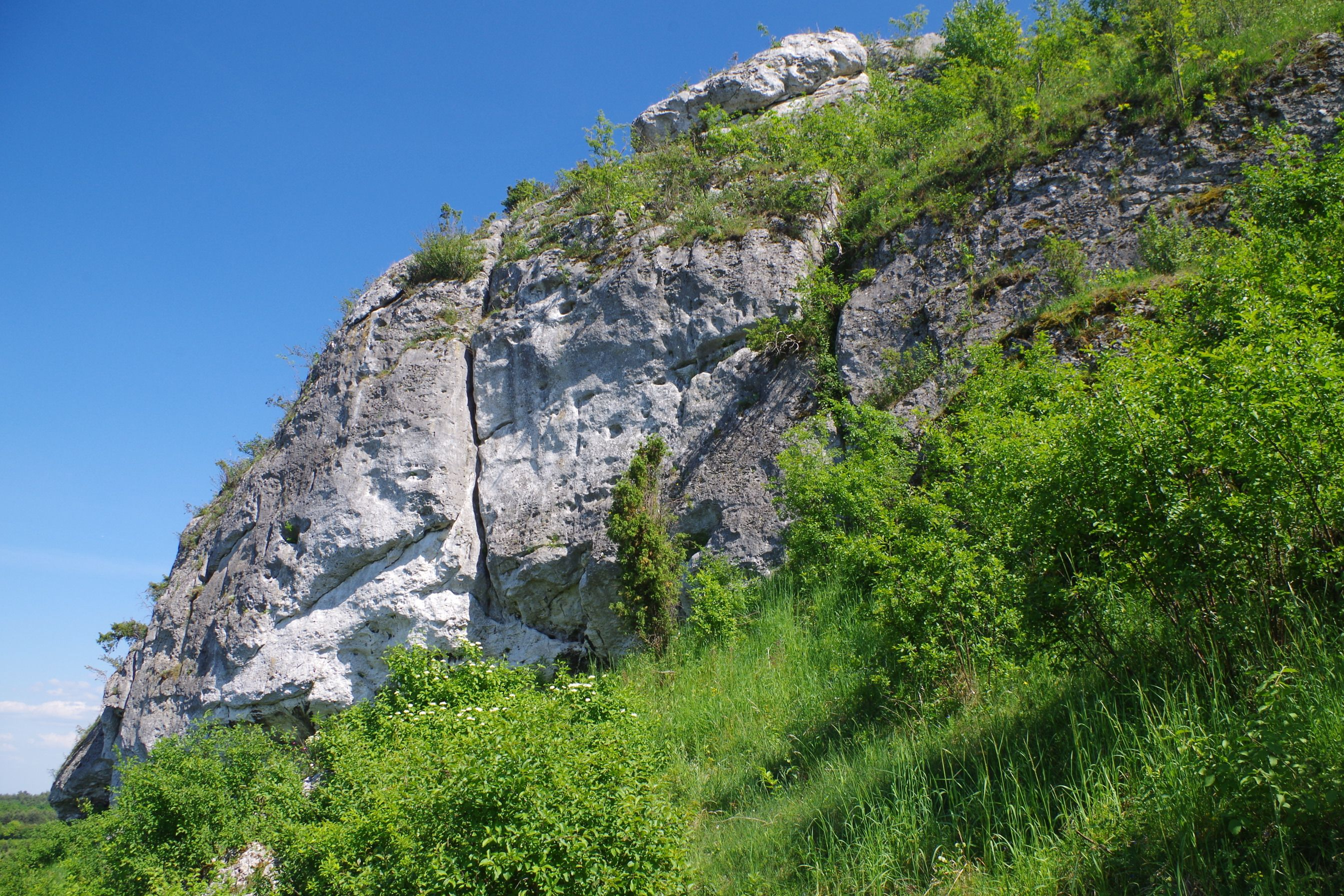
Podcięta Turnia

Podcięta Turnia, Podcięta Skała – skała na wzgórzu Lipówki na Wyżynie Częstochowskiej, w południowo-wschodniej części miejscowości Olsztyn w województwie śląskim, w powiecie częstochowskim, w gminie Olsztyn. Wraz ze skałami Płetwa i Urwista Turnia tworzy zwartą grupę skalną w północno-wschodniej części wzgórza. Wszystkie skały znajdują się na terenie otwartym. Podcięta Turnia jest najdalej na północ wysunięta. W południowym kierunku odchodzi od niej niski grzebień skalny, na jego końcu znajduje się Jaskinia w Lipówce.
Zbudowana z wapieni skała ma wysokość ok. 12 m. Ma lite, połogie i pionowe ściany z filarem. Wspinacze poprowadzili na niej 9 dróg wspinaczkowych o trudności od VI do VI.3+ w skali Kurtyki. Są też 3 projekty. Drogi mają wystawę zachodnią. Na części dróg zamontowano stałe punkty asekuracyjne: ringi (r) i stanowiska zjazdowe (st).
1. Projekt
2. Projekt
3. Skok; VI.4, 6r + st
4. Czwórka; VI.1+, 5r + st
5. Lewy sejmik bularzy; VI.2+, 5r + st
6. Sejmik bularzy; VI.2+, 4r + st
7. Filarek bularzy; VI.2+, 4r + st (droga szczególnie polecana)
8. Rysa bularza; VI.1, 5r + st (nie wystarczą same ekspresy)
9. Pantomima; VI.3+, 4r + st
10. Taniec śmierci; VI.2, 4r + st
11. Projekt
12. Wczesne Many; VI, 3r + st[2].

U podstawy zachodniej ściany Podciętej turni jest Schronisko w Podciętej Turni w Lipówkach.